# Weston (hrabstwo Marathon)
Weston – miasto w Stanach Zjednoczonych, w stanie Wisconsin, w hrabstwie Marathon.